# Павлюк Ігор Зиновійович
І́гор Зино́війович Павлю́к (англ. Ihor Pavlyuk; нар. 1 січня 1967, Малий Окорськ) — письменник, науковець, перекладач. Народний поет України. Лауреат премії англійського ПЕН-клубу,. Лауреат Міжнародної Швейцарської літературної Премії 2021,. Лауреат Народної Шевченківської премії (Залізний Мамай) та багатьох інших відзнак.
Доктор наук із соціальних комунікацій, професор.
Член англійського ПЕН-клубу. Член Асоціації європейських письменників та Національної спілки письменників України.
Дійсний член Наукового товариства ім. Т. Шевченка.
Ігор Павлюк є Почесним канцлером (Honorary Chancellor) Національної федерації державних поетичних суспільств США (NFSPS). 

## Біографія

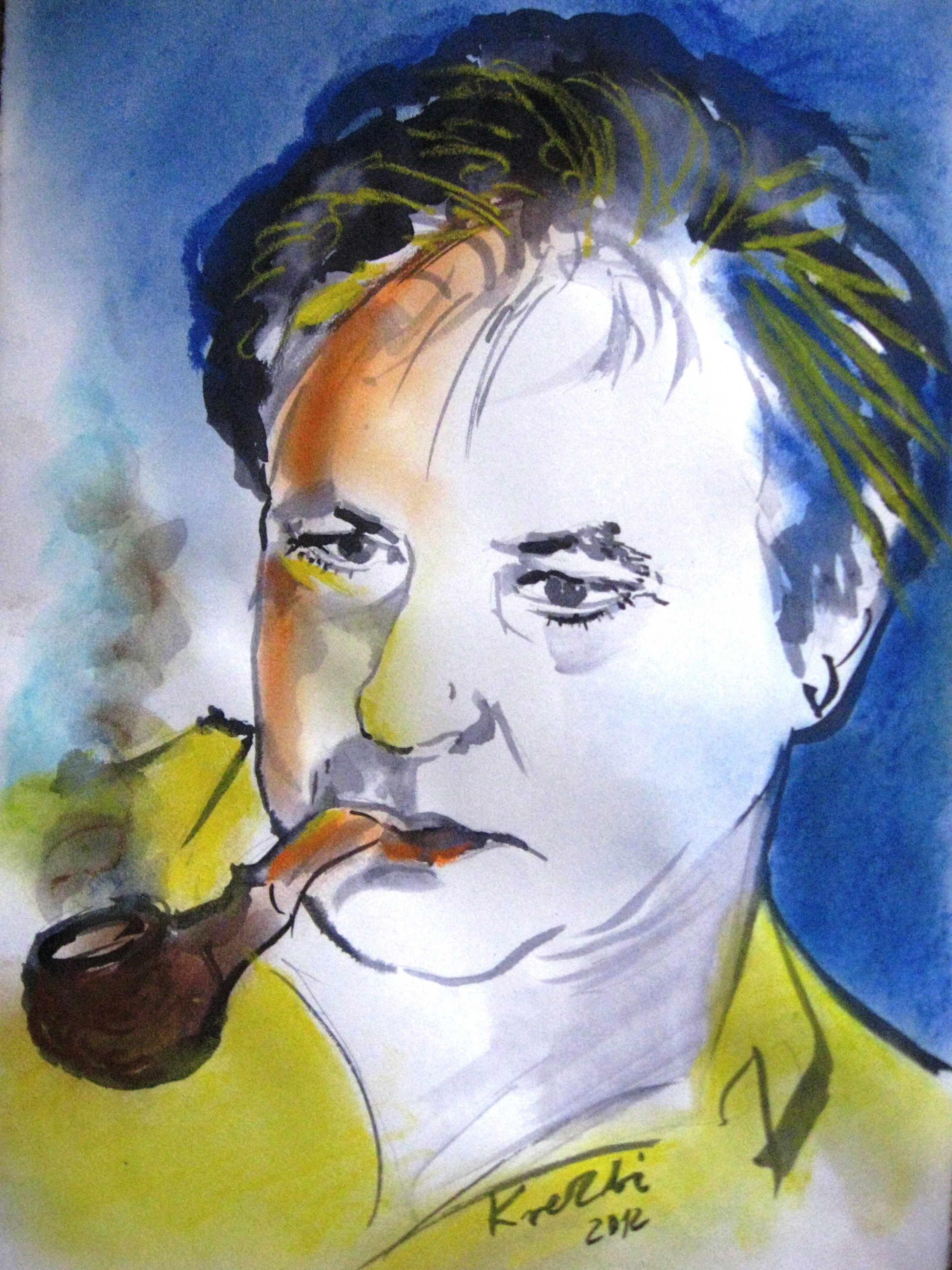
Ігор Павлюк із люлькою. Портрет виконав Збігнев Кресоватий (Zbigniew Kresowaty)

Народився 1 січня 1967 року. Через 10 днів після його народження померла мати Ігоря — Павлюк Надія Олексіївна (до шлюбу Вовкотруб), вчителька початкових класів. Виховували хлопця дід і баба, прадід і прабаба по материнській родовій лінії — примусові переселенці з Холмщини у с. Ужова Рожищенського району. Тут жив і родич (дядько) Ігоря Павлюка — український письменник Йосип Струцюк. Батьківська родина Ігоря Павлюка із с. Малий Окорськ Локачинського району була репресована за участь в національно-визвольних змаганнях, вислана на спецпоселення у м. Кисельовськ у 1947 році і реабілітована у 1991 році,.
Ігор Павлюк закінчив із золотою медаллю Доросинівську середню школу.
Вчився у Ленінградському вищому військовому інженерно-будівельному училищі (ЛВВИСКУ, тепер ВИТУ) (1984-1985), яке скандально залишив на другому курсі, коли почав писати вірші, за що був покараний засланням у Забайкальську тайгу — будувати автомобільну дорогу із в'язнями (1986),.
У 1986–1987 роках ― кореспондент Ківерцівської районної газети на Волині.
У 1987 році вступив на факультет журналістики Львівського державного університету ім. Івана Франка, який закінчив із відзнакою у 1992 році.
Нині Ігор Павлюк включений у список «100 відомих випускників Львівського національного університету імені Івана Франка».
Після закінчення цього університету працював у релігійній пресі, робив передачі на радіо.
З 1987 року мешкає у Львові, з 2003-го — у Києві.
У 1996 р. захистив кандидатську дисертацію на тему «Митець — Влада — Преса: історико-типологічний аналіз» в Інституті журналістики Київського національного університету ім. Тараса Шевченка, у 2009 (там само) — докторську: «Українськомовна преса Волині, Полісся, Холмщини та Підляшшя 1917–2000 років як структурна частина загальнонаціонального інформаційного простору».
Працював науковим співробітником Науково-дослідного центру періодики Львівської наукової бібліотеки ім. В. Стефаника НАН України (1993–2004 рр.), викладачем Львівського національного університету ім. Івана Франка, старшим науковим працівником Інституту франкознавства цього ж вишу, керівником літературної студії «Франкова кузня» при ньому, викладачем курсу «Літературна майстерність» Національного університету «Острозька академія» (м. Острог).
У 1999 та 2000 роках був у творчому відрядженні у США ― науковцем, «ченцем», поетом-пілігримом.
Нині Ігор Павлюк провідний науковий працівник відділу української літератури XX століття та сучасного літературного процесу Інституту літератури ім. Тараса Шевченка НАН України у м. Києві, професор кафедри української преси Львівського національного університету ім. Івана Франка, член редколегій літературно-мистецьких та наукових часописів, збірників: «Терен», «Сова», «Золота пектораль», «Дзвін», «Українська літературна газета», «Вісник Львівського університету. Серія журналістика», член Редакційної Ради Міжнародної літературної спільноти «Artelen».
Член спеціалізованої вченої ради із захисту дисертацій зі спеціальности «соціальні комунікації» в Класичному приватному університеті (м. Запоріжжя).
Учасник міжнародних літературних фестивалів, зустрічей, презентацій ― в Естонії, у Грузії, в Росії, Білорусі, Польщі, Туреччині, Чехії, Ірландії, Пакистані, Англії, у США, Італії, Німеччині, Австрії, Швейцарії, видань про людей з України, з Волинської області, українських письменників, поетів, світового топ-опитування про українських поетів.
Ігор Павлюк одружений.
Його дружина Павлюк Людмила Степанівна — доцент Львівського національного університету ім. Івана Франка. Їх доньки — Надія (1991 р. н.) і Олеся (1993 р. н.), внук Данило (2017 р. н.).

## Творчість

Ігор Павлюк: «Справжня література — це історія глибинних емоцій народу»

Окремі вірші Ігоря Павлюка стали піснями,.
Перекладає з російської та з англійської мов.
Вийшов компакт-диск «Лірика…»: Поезія Ігоря Павлюка у виконанні Народного артиста України Святослава Максимчука (2004).
За композиціями віршів Ігоря Павлюка створено театральні постановки[неавторитетне джерело].
Його п'єсу «Вертеп» ставить Львівський драматичний театр імені Лесі Українки, а також за його драматичними текстами «Таморус», «Регентка», «Бут» створені радіоп'єси на українському радіо «Культура»,,,.
Твори Ігоря Павлюка перекладені російською, білоруською, польською, англійською, латиською, болгарською, французькою, японською, китайською,, італійською, та іншими мовами.
Кілька книг Ігоря Павлюка оформлені Народним художником України Іваном Сколоздрою (1934–2008), відомими художниками Іваном Остафійчуком, Миколою Кумановським, Ольгою Квашею.
Книга лірики Ігоря Павлюка «Україна в диму» стала книгою року-2009 в Україні,.
У 2011 році в американському видавництві CreateSpace (дочірня компанія Amazon.com) вийшла друком книга лірики Ігоря Павлюка та Юрія Лазірка «Catching Gossamers» («Ловлячи осінні павутинки») трьома мовами: українською, англійською та російською. Книгу «Catching Gossamers» взяла на реалізацію найбільша світова роздрібна книготорговельна мережа Barnes & Noble.
Твори Ігоря Павлюка надруковані у відомих у світі журналах «Envoi», «Acumen», «The Apple Valley Review», «Barnwood International Poetry Mag», «Le zaporogue», «Muddy River Poetry Review», «Asymptote», «Gold Dust», «The Adirondack Review», «The Recusant», «Metamorphoses», «The world poets quarterly», «Critical Muslim» (2022), «The Guardian», «Of Poets & Poetry»,, в російських часописах: «Литературной газете», «Поэтограде», «Литературной России», в журналі «Дружба народов», в польських літературно-мистецьких журналах «Radostowa», «Metafora», «Okolica Poetów», «Horyzont», болгарському «Литературен свят», китайських журналах «Fleurs des lettres», «Foreign literature and art (外國文學藝術)», журналі української поезії англійською, хінді та українською мовами «Uyava Chronicle» (A Trilingual Journal of Ukrainian Poetry), «Sunflowers Rising: Poems For Peace Anthology» та інших.
Представлений у книзі «European writer Introduction», на сайті «Ukrainian Nation» («Українська Нація»).
Ігор Павлюк — головний герой фільмів «Між Бугом і Богом», «Голос».
Творчість Ігоря Павлюка включена до шкільної програми,,,,.
У 2015 році Ігор Павлюк здобув міжнародну перемогу у Великій Британії за книжку «Політ над Чорним морем» («A Flight Over the Black Sea»).
На думку читачів з різних країн світу та англійського ПЕН-клубу, вона стала найкращою з усіх у проєкті «Сто найяскравіших підтриманих ПЕН-клубом книг за 10 років»,,.
Academia.edu включила книгу Ігоря Павлюка «Політ над Чорним морем» («A Flight Over the Black Sea») у список найвизначніших книг людства за всю історію, а «Pantheon» у список знакових письменників світу.
9 червня 2024 року Ігор Павлюк виступив із доповіддю на З'їзді Національної федерації державних поетичних товариств Сполучених Штатів Америки (National Federation of State Poetry Societies),, а в 2025 році став співупорядником та автором передмови до її міжнародної поетичної антології «Sunflowers Rising»: Peace Poems Anthology: by Poets for Peace", кошти від прожажу якої ідуть на допомогу дітям-сиротам,,,.

## Книги
Ігор Павлюк ― автор більше 2000 публікацій у масмедіа, наукових збірниках та 50 окремих книг різних жанрів, серед яких:

### Поезія
1. «Острови юності» (1990)
2. «Нетутешній вітер» (1993)
3. «Голос денного Місяця» (1994)
4. «Скляна корчма» (1995)
5. «Алергія на вічність» (1999)
6. «Стихія» (2002)
7. «Чоловіче ворожіння» (2002)

Книга Ігоря Павлюка «Алергія на вічність»

8. «The angel (or) English language?» (вірші Ігоря Павлюка англійською мовою) (2004)
9. «Бунт свяченої води» (2005)
10. «Магма» (2005)
11. «Бунт» (2006)
12. «Камертон» (2007)
13. «Лірика» (2008)
14. «Україна в диму» (2009)
15. «Стратосфера» (2010)
16. «Catching Gossamers» («Ловлячи осінні павутинки»). У співавторстві з Юрій Лазірко (2011).
17. «Исповедь последнего волхва» (2012) (Книга перекладів лірики Ігоря Павлюка російською мовою. Санкт-Петербург: Алетейя)
18. «Męskie wróżby» («Чоловіче ворожіння») (2013) (Книга перекладів лірики Ігоря Павлюка польською мовою. Перекладач Тадей Карабович. Люблін: Episteme).
19. Андрій Наюк (псевдонім Ігоря Павлюка). Розірваний горизонт: лірика / А. Я. Наюк. — Луцьк: ПВД «Твердиня», 2013. — 124 с.
20. «Погонич» (2014) (книга лірики сучасного російського поета Євгенія Чигрина у перекладі Ігоря Павлюка. Передмова Євгенія Рейна, Ігоря Павлюка Київ: ДІА).
21. «A Flight over the Black Sea» («Політ над Чорним морем» (Лондон, Waterloo Press) (2014). Вірші Ігоря Павлюка англійською мовою. Переклад з української Стівена Комарницького, передмови до книги написали: лауреат Нобелівської премії з літератури Мо Янь, Наомі Фойл, Стівен Комарницький, Дмитро Дроздовський).
22. «Гра і битва» (2014)
23. Magma polésien («Поліська магма»): poèmes / Traduction française par Dmytro Tchystiak et Athanase Vantchev de Thracy. Rouen, Christophe Chmomant éditeur, 2015. Французькою мовою книжку переклали Атанас Ванчев де Трасі та Дмитро Чистяк. Передмову написали Дмитро Дроздовський та Атанас Ванчев де Трасі. ISBN 978-2-84962-319-0[102]
24. «Паломник: Роман-медитація у віршах» (2018)[103],[104] ISBN 978-617-7390-48-9
25. «Трещина» («Тріщина») (2019) (Книга перекладів лірики Ігоря Павлюка російською мовою. Київ: Друкарський двір Олега Федорова) ISBN 978-617-7583-63-8
26. «Перевізник мрій» (Харків: Майдан, 2019) ISBN 978-966-372-743-1
27. «Чорний льон» (2019) ISBN 978-966-372-756-1
28. Arthania: Selected Poems (USA, Dorrance_Publishing_Company), (Артанія), 2020 (вірші Ігоря Павлюка українською та англійською мовами. Переклад з української мови здійснив Юрій Лазірко, редактори Хіларі Ширз, Ганна Косів. В оформленні книги використано картину «Сонце» Андрія Коцяка. Передмову до книги написав лауреат Нобелівської премії з літератури Мо Янь)[105],[106],[107],[108] ISBN 978-1647023065
29. «Спас: книга духовної лірики» (2021)[109] ISBN 978-966-441-639-6
30. «Танець Мамая: Вірші 2017—2022 років» (2023)[110] ISBN 978-966-986-545-8
31. «Торф: Лірика» (2025)[111],[112],[113] ISBN 978-617-8477-66-0

### Проза

«Богоєднання. Записки поета Ігоря Павлюка: Книга перша»

1. «Біографія дерева племені поетів»: Повість (2003)[114], яку читає Народний артист України Григорій Шумейко
2. «Заборонений цвіт»: Повісті (2007)
3. «Поза зоною»: Повісті (2012)
4. «Вирощування алмазів»: Роман (2016)
5. Трилогія: «Мезозой»: Роман (2018), «Буг»: Роман (2020), «Вакуум»: Роман (2022)
6. «Богоєднання». Записки поета Ігоря Павлюка: Книга перша (2023)[109], ISBN 978-966-441-755-3
7. «Богоєднання». Записки поета Ігоря Павлюка: Книга друга (2024)[109], ISBN 978-966-441-793-5

### Драма
1. «Бут». Історія України у драматичних поемах (2024)[115], ISBN 978-966-372-910-7

### Наукові книги

Книга Ігоря Павлюка Митець-Влада-Преса: історико-типологічний аналіз

Книга Ігоря Павлюка «Історії емоцій»

1. «Митець-Влада-Преса: історико-типологічний аналіз» (1997)
2. «Українська легальна преса Волині, Полісся, Холмщини та Підляшшя 1917–1939, 1941–1944 рр.» (2001)
3. Анотований покажчик «Українські часописи Волині, Полісся, Холмщини та Підляшшя (1917–1939 рр.)» (1997)
4. «Діагностика і прогностика брехні: екскурси в теорію квазікомунікації» (2003)
5. «Українська преса Волинської області 1939–1941, 1944–2000 рр.» (2004)
6. «Хрестоматія української легальної преси Волині, Полісся, Холмщини та Підляшшя 1917–1939, 1941–1944 рр.» (у співавторстві з Миколою Мартинюком) (2005)
7. «Письменники у пресі: українськомовний культурно-інформаційний простір Полісся, Холмщини, Підляшшя 1917–1944 та Волині 1917–2000 років» (2010)
8. «Українська письменницька публіцистика 1920-2000-х років» (Саарбрюккен: LAP LAMBERT Academic Publishing, 2019)[116] ISBN 978-620-0-23600-5
9. «Історії емоцій: Про тексти та життєтексти сучасних літераторів / Передмова Миколи Тимошика. — Львів: Світ, 2021. — 352 с.» (2021)[117] ISBN 978-966-914-163-7
10. «Тенденції китайської літератури та творчість Мо Яня: колективна монографія / упор. І. З. Павлюк. — Одеса: Видавничий дім „Гельветика“, 2021. — 272 с.» (2021)[118] ISBN 978-966-992-5333-76. Книга зайняла призове місце в конкурсі Академії наук вищої освіти України на кращу монографію 2021 року[119].

### Публіцистика
1. «Інтимне дихання епохи. Статті, рецензії, інтерв'ю (1994—2010 рр.). — Том І. — Тернопіль: „Астон“, 2016. — 736 с. (Бібліотека журналу „Золота Пектораль“)» (2017)
2. «Інтимне дихання епохи. Статті, рецензії, інтерв'ю (2010—2015 рр.). — Том ІІ. — Тернопіль: „Астон“, 2017. — 704 с. (Бібліотека журналу „Золота Пектораль“)» (2017)
3. «Ігор Павлюк. Інтимне дихання епохи. Монографічні дослідження, статті, рецензії, інтерв'ю (1997—2017 рр.). — Том III. — Тернопіль: „Астон“, 2017. — 720 с. (Бібліотека журналу „Золота Пектораль“)» (2017)
4. «Ігор Павлюк. Інтимне дихання епохи. Статті, рецензії, інтерв'ю (2018—2021 рр.). — Том 4. — Тернопіль: „Золота Пектораль“, 2022. — 628 с. (Бібліотека журналу „Золота Пектораль“)» (2022)

### Книги для дітей
1. «Літаючий казан: п'єса» (2003)
2. «Сопілка: вірші для школярів» («Шкільна бібліотека») (2017)[109]

## Громадська діяльність
- Голова Комітету з Міжнародної літературно-мистецької премії імені Пантелеймона Куліша.[120]
- Член журі Міжнародної літературної премії імені Григорія Сковороди «Сад божественних пісень».[121]
- Голова журі українського фестивалю співаної поезії та авторської пісні «Оберіг» (2017).[122]
- Голова журі І Міжнародного музично-поетичного фестивалю «Lwiw Singing Poetry» (Львів, 14-20 травня 2018 р.)
- Голова журі Всеукраїнського літературного конкурсу творів «Сильні та натхненні: історії, які допомагають долати труднощі» (2021).[123]
- Член журі Всеукраїнського конкурсу літературних творів ім. Григора Тютюнника (2024).
- Член Комітету Літературної премії імені Григорія Кочура.
- Ігор Павлюк займається благодійною діяльністю[124],[125].

## Відгуки про творчість
| - Заждалися на поета шабельної вдачі. Володимир Базилевський[126]. - Ігор Павлюк — поет, у якого нема зазору між словом і серцем. Микола Вінграновський[127]. - З великим задоволенням прочитав Ваші нові поезії. Багата настроєвість, несподівані асоціації, поетична енергія і часто афористичність мови, відчувається подих натхнення. Іван Дзюба[127]. - Для поезій Ігоря Павлюка властива якась філософська затятість на пориванні відкритись глибше, ніби це можливо в поетичному самовираженні… Хочеться вірити, що «алергія на вічність» (Ігор Павлюк) ― щирий нігілізм самокритичної генерації, як і те, що про патріотичне Ігор Павлюк пише без іронії… Микола Жулинський[128]. - Ігор Павлюк — поет невичерпної сили, в таємничій поліській душі якого дивним, майже містичним чином відлунюють буйні степові голоси незабутніх Миколи Вінграновського і Валерія Іллі. Я став читати Ігоря Павлюка з часу публікації його поезій в журналі «Основа». Валерій Ілля тоді передрікав поетові велике майбуття. Не помилився. Павло Загребельний[129]. - Я глянув на свій робочий стіл і побачив на ньому свіжі газети й журнали — хто їх приніс, мене це не обходило, можливо, листоноша має ключі від моєї квартири, а може… Я почав переглядати пошту, передовсім розгорнув мій улюблений журнал — на тій сторінці розгорнув, де рясніли, немов щаблі мотузяної драбини, густі рядки вірша молодого поета, за цікавими спробами якого я ретельно слідкував. Я пробіг очима рядки й сахнувся, натрапивши на строфу, яка була начебто моєю, щойно виношеною в пам'яті; але як це могло статися — ми з молодим поетом не знайомі, ніколи не розмовляли, тож не міг він бодай щось запозичити в мене; й коли я прочитав, мені здалося, що нічні візії ще й досі не розвіялися: «Немає Будди, і Мамай вже стерп, / Є вісь Землі, є вісь вогню і духу, / Велике Небо є, великий Степ. / Вони скриплять — живи і слухай…» (Текст Ігоря Павлюка). Що це — мана чи реальність? Хто сміє забирати в мене мої думки, мої художні формули? Я довго сидів над чужим віршем, який був достоту моїм, і втямив нарешті: ширяють в етері покликані добою своєчасні думки, і їх вловлюють, втілюючи в слова, творці віддалених між собою поколінь, навіть такі, що перебувають по різних боках перевалу. І в цьому сенс справжньої, не штукарської літератури, котра, як бачиться, прийшла. Роман Іваничук[130]. - А тим часом з Божим деревом полину в очах ходить світом поет надприродної сили переживання… З такою душею ― і на зорях привітають. Валерій Ілля[131]. - Ігор Павлюк є великим творцем, якого я вписую в першу десятку найбільших сучасників української літератури. Тадей Карабович[42]. - За нинішнього постнульового падіння суспільної моралі, такі особистості, як Ігор Павлюк, є обнадійливим взірцем передовсім для молоді. Оскільки він своєю життєвою і творчою практикою доводить, що є константи — Україна, мати, отець, рідна земля, — які не надаються на торги. Бо — вічні. І в цьому — крайня необхідність поезії Ігоря Павлюка нині і прісно. Борис Олійник[132]. - Вчитуєшся у вірші Ігоря Павлюка ― і ще раз вториш собі подумки: таки бути. БУТИ УКРАЇНІ. Михайло Осадчий[133]. - Ігор Павлюк — справжній поет. Неподібний до нікого з теперішніх великих. Національний і космічний. Дуже любить життя веселе, але при тому бачить кінець усього сущого. Поезія Павлюка має всі дані для того, щоб її читали багатьма мовами в Європі. Дмитро Павличко[134]. - Я провів дуже гарну годину з Вашими віршами. Найкращі з них ― це справді високе мистецтво. Ви ― дуже чутливий лірик, а при тому добрий майстер строфи. Богдан Рубчак[135]. - Поза всілякими «школами» та «генераціями» мені імпонує новаторська проза Ігоря Павлюка (почитайте його повість «Молекули» в «Сучасності»). Микола Холодний[136]. - Сила тропів та образів поезії Ігоря Павлюка настільки могутня, що здатна трансформувати реалії «імперського» російськомовного світу і зробити їх зрозумілішими східним слов'янам, які останнім шматком хліба поділяться з сусідом. Для мене великою честю є можливість перекладати цю геніальну поезію на доступну і зрозумілу англійську. Том Мур (ірландський поет-бард)[137]. - …Ігор Павлюк походить із поліського краю. Цей регіон має особливе магічне звучання для мого вуха. Це так гарно жити подалі від заклопотаної цивілізації, створюючи наші незалежні світи, побудовані на фантазуванні. Я вдячний Ігореві Павлюку за його енергію справжньої людяності, яку я знайшов у його віршах… Мо Янь (лауреат Нобелівської премії з літератури)[138],[139]. |.

## Нагороди
- Народний поет України[1]

Вручення Ігореві Павлюку Народної Шевченківської премії (Залізний Мамай)

- Лауреат премії англійського ПЕН-клубу[2][3]
- Лауреат Міжнародної Швейцарської літературної Премії 2021[4]
- Лауреат Народної Шевченківської премії (Залізний Мамай)
- Літературна премія імені Василя Симоненка НСПУ
- Літературна премія імені Бориса Нечерди
- Літературна премія імені Маркіяна Шашкевича
- Міжнародна літературна премія імені Григорія Сковороди «Сад божественних пісень»
- Міжнародна літературна Премія імені Миколи Гоголя «Тріумф»
- Всеукраїнська премія газети «Літературна Україна» «Літературний Парнас»
- Нагороджений міжнародною почесною медаллю «Олександр Довженко»[148].
- Літературна премія імені Ірини Вільде[149]
- Всеукраїнська літературна премія імені Дмитра Креміня[150] (засновники — Довжанська громада і родина Кремінів).
- Мистецька премія «Київ» імені Євгена Плужника[151]
- Міжнародна літературна премія імені Леонардо да Вінчі (2024)[152]

### Твори
- Ігор Павлюк: Вірші
- Ігор Павлюк. Українська та світова література
- Ігор Павлюк. Дотик словом. Любовно-eротична лірика
- Поети. Павлюк Ігор Зиновійович
- ПЧ. Ігор Павлюк. Сучасна література

### Інтерв'ю
- Ігор Павлюк: «Справжня творчість — це претензія на заснування релігії» [Архівовано 2 лютого 2014 у Wayback Machine.]
- «Сила слова»: Інтерв'ю з Ігорем Павлюком у «Дзеркалі тижня»
- Ігор Павлюк: «Щоби в біді не зоставатися самотнім»
- Ігор Павлюк: «Спішу виконати свою місію письменника, доки живий…»
- Ігор ПАВЛЮК: «Я готовий отримати Нобелівську премію і готовий її не отримати»
- «Дізнавшись, що я з України, таксисти возили мене безплатно» [Архівовано 17 березня 2014 у Wayback Machine.]
- Інтерв'ю: Ігор Павлюк розповів про свій філософсько-фантастичний роман «Вирощування алмазів» [Архівовано 6 жовтня 2016 у Wayback Machine.]
- «Випробування — це перегній для того, щоб виросла гарна квітка»

## Відео
- Ігор Павлюк: Між Бугом і Богом [Архівовано 15 березня 2016 у Wayback Machine.]
- Вручення Ігореві Павлюку Народної Шевченківської премії. Відео, ТСН [Архівовано 13 листопада 2021 у Wayback Machine.]
- Ігор Павлюк читає свої вірші
- Поетична постановка „Алергія на вічність“ за віршами Ігоря Павлюка
- Вистава „Вертеп“ Ігоря Павлюка [Архівовано 15 жовтня 2018 у Wayback Machine.]
- Літературний подкаст (9 епізод/Ігор Павлюк)
- Ігор Павлюк та Марія Чумарна про Валерія Іллю [Архівовано 15 жовтня 2018 у Wayback Machine.]
- „Поет і Муза“ (пісня на слова Ігоря Павлюка) [Архівовано 11 грудня 2014 у Wayback Machine.]
- Ігор Павлюк на міжнародному фестивалі „Каштановий дім-2011“ [Архівовано 14 квітня 2016 у Wayback Machine.]
- Ігор Павлюк_Хвилини поезії [Архівовано 9 листопада 2014 у Wayback Machine.]
- Ігор Павлюк у Тернополі. Презентація книги Ігоря Павлюка „Поза зоною“ [Архівовано 24 червня 2014 у Wayback Machine.]
- Ігор Павлюк у „Домі книги“ /поезія/ [Архівовано 26 червня 2014 у Wayback Machine.]
- Ігор Павлюк („На каву до Львова“)
- Презентація книги Ігоря Павлюка „MĘSKIE WRÓŻBY“ („Чоловічі ворожіння“) [Архівовано 30 червня 2014 у Wayback Machine.]
- Ihor Pavluk
- Актуальне інтерв'ю з поетом Ігорем Павлюком [Архівовано 27 березня 2016 у Wayback Machine.]
- Ігор Павлюк: „Артанія“ об'єднала шість країн» [Архівовано 16 жовтня 2021 у Wayback Machine.]
- The situation in Ukraine [Архівовано 15 жовтня 2018 у Wayback Machine.]
- Ігор Павлюк — Вертатись пізно (Мої думки та ЄВРОМАЙДАН) [Архівовано 5 жовтня 2016 у Wayback Machine.]
- Фестиваль поезії Terra poetica. Ігор Павлюк. Вірш «Махно» [Архівовано 30 березня 2016 у Wayback Machine.]
- Сопілка. Пісня на слова Ігоря Павлюка [Архівовано 3 квітня 2016 у Wayback Machine.]
- Ігор Павлюк. «Екстерном прожите моє життя…» [Архівовано 4 квітня 2016 у Wayback Machine.]
- Speech of Ukrainian poet Ihor Pavlyuk (Internatonal Punjabi Congress, Pakistan, December 28, 2013) [Архівовано 27 березня 2016 у Wayback Machine.]
- Голос. Фільм про Ігоря Павлюка
- Нон-стоп читання Мо Яня
- Нічні читання творів Нобелівського лаурета Мо Яня (Ігор Павлюк)
- У Нововолинську відбулася творча зустріч з Ігорем Павлюком [Архівовано 21 жовтня 2016 у Wayback Machine.]
- Нічні читання Нобелівського лауреата Мо Яня в Києві
- Ранковий гість — Ігор Павлюк
- Как писателю выжить в цифровом веке? [Архівовано 18 серпня 2017 у Wayback Machine.]
- Проза Ігоря Павлюка у виконанні Народного артиста України Григорія Шумейка [Архівовано 17 серпня 2017 у Wayback Machine.]
- «МИКЛУХО-МАКЛАЙ З ЧЕРНІГОВА». Радіодрама за драматичною поемою Ігоря Павлюка «Таморус»
- Ігор Павлюк. Радіодрама «Регентка» (про княгиню Ольгу) [Архівовано 6 грудня 2021 у Wayback Machine.]
- Профілі. Ігор Павлюк, письменник, літературознавець [Архівовано 20 січня 2019 у Wayback Machine.]
- Ігор Павлюк. «Дівчинка»
- Гість «Персони» — письменник Ігор Павлюк
- Світ радіодрами. Українське радіо «Культура». Ігор Павлюк. Радіодрама «Бут» (про гетьмана Павлюка) [Архівовано 6 травня 2020 у Wayback Machine.]
- Ігор Павлюк відповідає на запитання української діаспори в Португалії_Частина 1
- Ігор Павлюк відповідає на запитання української діаспори в Португалії_Частина 2
- Виступ українського поета Ігоря Павлюка про події в Білорусі
- Ігор Павлюк про Шевченківську премію, культуру та війну, чи знатимуть наші діти через 15 р. грамоту: Інтерв'ю взяв Олександр Сирцов
- Перша частина Творчого вечора Ігоря Павлюка «Про любов і свободу» в Національному театрі імені Марії Заньковецької (Львів, 3 червня 2022 року).
- Ігор Павлюк про еволюцію людини, штучний інтелект як забавку Бога
- Ігор Павлюк. «Дівчинка». Урок української літератури, 8 клас
- Майстер клас із літературної творчості Ігоря Павлюка. Віктор Крупка. 11. 04. 2024
- Чи буде штучний інтелект сміятись?: Розмова журналіста Олександра Сирцова з Ігорем Павлюком. 03.05.2024
- Скільки заробляють українські письменники* Історія — це міф* Геніальні поети були руді*: Розмова журналіста Олександра Сирцова з Ігорем Павлюком. 01.02.2025
- Христос — легенда чи реальність? Спочатку смерть, потім Воскресіння. Що залишиться після смерті?: Розмова журналіста Олександра Сирцова з Ігорем Павлюком. 13.04.2025

## Аудіо
- Місце сучасної української літератури у світовому контексті. Спікер — Ігор Павлюк [Архівовано 3 вересня 2021 у Wayback Machine.]
- Пісні на слова Ігоря Павлюка [Архівовано 31 грудня 2009 у Wayback Machine.]
- Аудіокнига Ігоря Павлюка. Повість «Біографія дерева племені поетів» [Архівовано 17 серпня 2017 у Wayback Machine.]
- Вірші Ігоря Павлюка у виконанні Народного артиста України Святослава Максимчука [Архівовано 23 квітня 2017 у Wayback Machine.]
- «Арт-бесіда» з Ігорем Павлюком
- «Я переформатувався і готовий допомагати іншим» — поет Ігор Павлюк
- Світ дав тріщину, і вона пройшла через душу поета… «2015 рік — завершення мого глобального переформатування», — І.Павлюк
- В ефірі — прем'єра! І.Павлюк. «Регентка». Радіодрама Н.Стижевської. У ролі княгині Ольги — заслужена артистка України Л.Недін. [Архівовано 22 лютого 2016 у Wayback Machine.]
- В ефірі — прем'єра! «Миклухо-Маклай з Чернігова» за драматизованою поемою І.Павлюка «Таморус». Постановка Н.Стрижевської. Ч.1 (до 170-річчя від дня народження М.Миклухо-Маклая) [Архівовано 22 квітня 2017 у Wayback Machine.]
- Ігор Павлюк читає власні вірші [Архівовано 10 квітня 2017 у Wayback Machine.]